# Botoșești-Paia
Botoșești-Paia – wieś w Rumunii, w okręgu Dolj, w gminie Botoșești-Paia. W 2011 roku liczyła 809 mieszkańców.